# 认同主义运动

Lambda是认同主義运动的象征，灵感来自于《300壯士：斯巴達的逆襲》中的斯巴达盾牌

认同主義运动（英語：Identitarian movement），或稱认同主義（英語：Identitarianism）、身份认同运动，源自於 20 世紀 60 年代末在法國形成的新右派运动（Nouvelle Droite），21世纪初扩展到其他欧洲国家，是泛欧民族主义者與極右派发起的一項意識形態以及社會运动，提倡者包括阿兰·德·伯努瓦、紀堯姆·費耶、多米尼克·温纳和雷诺·加缪。
該主義早年由法國組織認同者（Les Identitaires）提倡，它以德国保守革命的本体论思想为基础，强调欧洲民族文化和其领土所有权，在北美、澳大利亚和新西兰也有拥护者。該運動支持泛欧民族主义、地區主義、民族多元主義，並提倡須保護各區域內同文化民族的集體，普遍反对全球主義、多元文化主義、伊斯兰化和欧洲以外的移民，其中部分流派也同時批評超國家主義的思想。
認同主義運動受歐洲新右派基於馬克思主義元政治（New Right metapolitics）方法的影响，他们不寻求直接的选举结果，而是追求长期的社会变革與宣揚，最终实现文化霸权和民众对其思想的認同。
2019年，它被德国联邦宪法保卫局定义为極右派。美国南方贫困法律中心也认为其中许多组织都是仇恨团体。